# Тодорашко, Евгения Фёдоровна
Евгения Федотовна Тодорашко (рум. Eugenia Todorașcu; 11 сентября 1936, Глиное, Слободзейский район, Молдавская АССР, УССР — 20 июня 2010, Кишинёв, Молдова) — молдавская советская актриса, Народная артистка Молдавской ССР (1975).

## Биография
В 1960 г. окончила Театральное училище им. Б. В. Щукина (Молдавская национальная студия).
- 1960-1987 гг. — актриса Театра «Лучафэрул».
- 1987-1993 гг. — актриса Кишиневского русского драматического театра имени А. Чехова,
- 1993-2003 гг. — актриса Национального театра «Михай Эминеску».

С 2003 г. — артистка Кишинёвского муниципального молодёжного драматического театра «С Улицы Роз». Основные роли:
- Арина Петровна Головлева в «Господах Головлевых» М. Салтыкова-Щедрина
- Катерина Ивановна Мармеладова в «Преступлении и наказании» Ф. Достоевского
- Лошадь Сестричка в «Очень простой истории» М. Ладо
- Розовая Дама в «Оскаре и Розовой Даме» Э. Шмитта
- Кабанова в «Грозе» А. Островского

Успешно сочетала работу актрисы с педагогической деятельностью, преподавая актёрское мастерство в Городском театральном лицее.
В 1996 году награждена Орденом «Трудовая слава». В 2009 году была награждена Орденом Республики.
Скончалась 20 июня 2010 года, похоронена на Центральном (Армянском) кладбище в Кишинёве.

## Фильмография
- 2006 Волкодав из рода Серых Псов — Хайгал
- 1997 Танго над пропастью
- 1997 Рикошет
- 1991 По ком тюрьма плачет…
- 1989 Прощай, наш бакалавр (короткометражный)
- 1988 Коршуны добычей не делятся — эпизод
- 1987 Ваш специальный корреспондент — Дорица
- 1985 Тихая застава — Элеонора Петровна
- 1985 Жизнь и бессмертие Сергея Лазо — эпизод
- 1984 Тревожный рассвет
- 1984 Как стать знаменитым
- 1983 Будь счастлива, Юлия! — Таисия
- 1982 Эта мужская дружба — Клавдия
- 1982 Свадебное путешествие перед свадьбой — главная роль
- 1982 Лебеди в пруду — Анна Пажур, главная роль
- 1982 Все могло быть иначе
- 1981 Переходный возраст — бабушка Ануцы
- 1980 Большая — малая война — эпизод
- 1979 Подготовка к экзамену — мама Кати
- 1979 Здравствуйте, я приехал! — проводница
- 1977 Сказание о храбром витязе Фэт-Фрумосе
- 1977 Кто — кого — Севастица Гуцу
- 1977 Когда рядом мужчина
- 1976 Никто вместо тебя — Домника
- 1975 Что человеку надо — Капитолина
- 1974 Мужчины седеют рано — Агафия Мынзу, дублировала Лилия Гурова
- 1973 Мосты — Катинка
- 1973 Зелёная волна (короткометражный)
- 1973 Дом для Серафима
- 1970 Крутизна